# Bristol Aeroplane Company

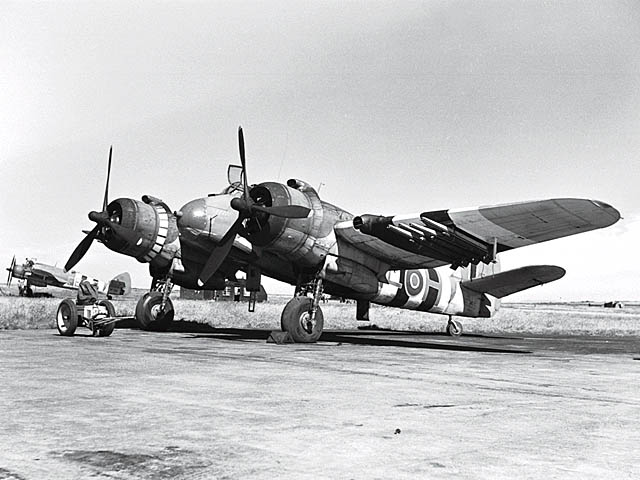
Bristol Type 156 Beaufighter ExCC

Bristol Aeroplane Company var en flygplans- och 
helikoptertillverkare från Storbritannien, grundad 1910 som British and Colonial Aeroplane Company i Filton i norra Bristol. Bolaget var ett av de första mest betydande brittiska flygindustrierna med tillverkning av flygplan och motorer. 1956 delades verksamheten upp i Bristol Aircraft och Bristol Aero Engines. 1960 följde Bristol Aircrafts uppgång i koncernen British Aircraft Corporation men Bristol Aero Engines tillsammans med Armstrong Siddeley bildade Bristol Siddeley. Bristol Siddeley köptes upp av Rolls-Royce 1966 och 1977 blev BAC en del av British Aerospace – dagens BAE Systems.
På industriområdet i Filton i Bristol finns idag flygindustri genom bolagen BAE Systems, Airbus, Rolls Royce, MBDA och GKN.

## Historia

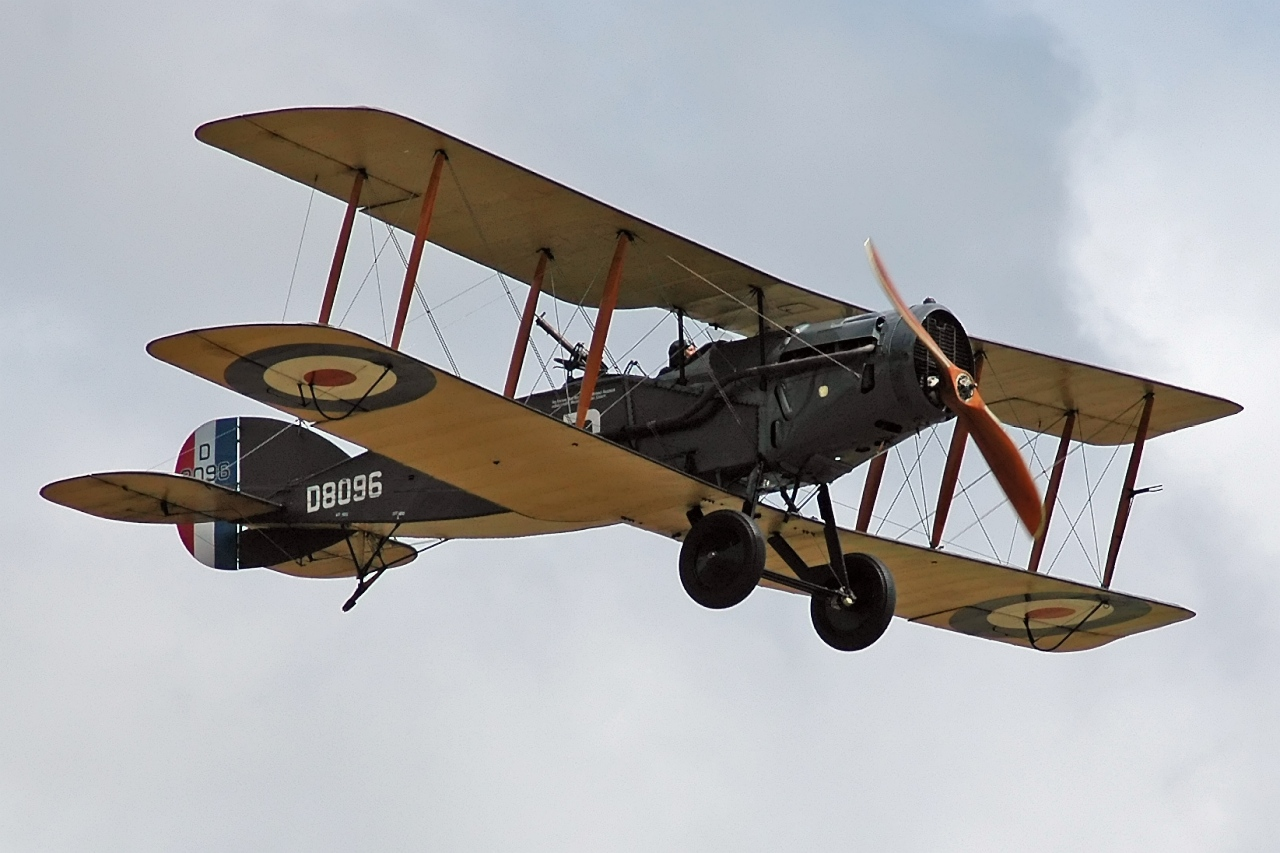
Bristol Fighter

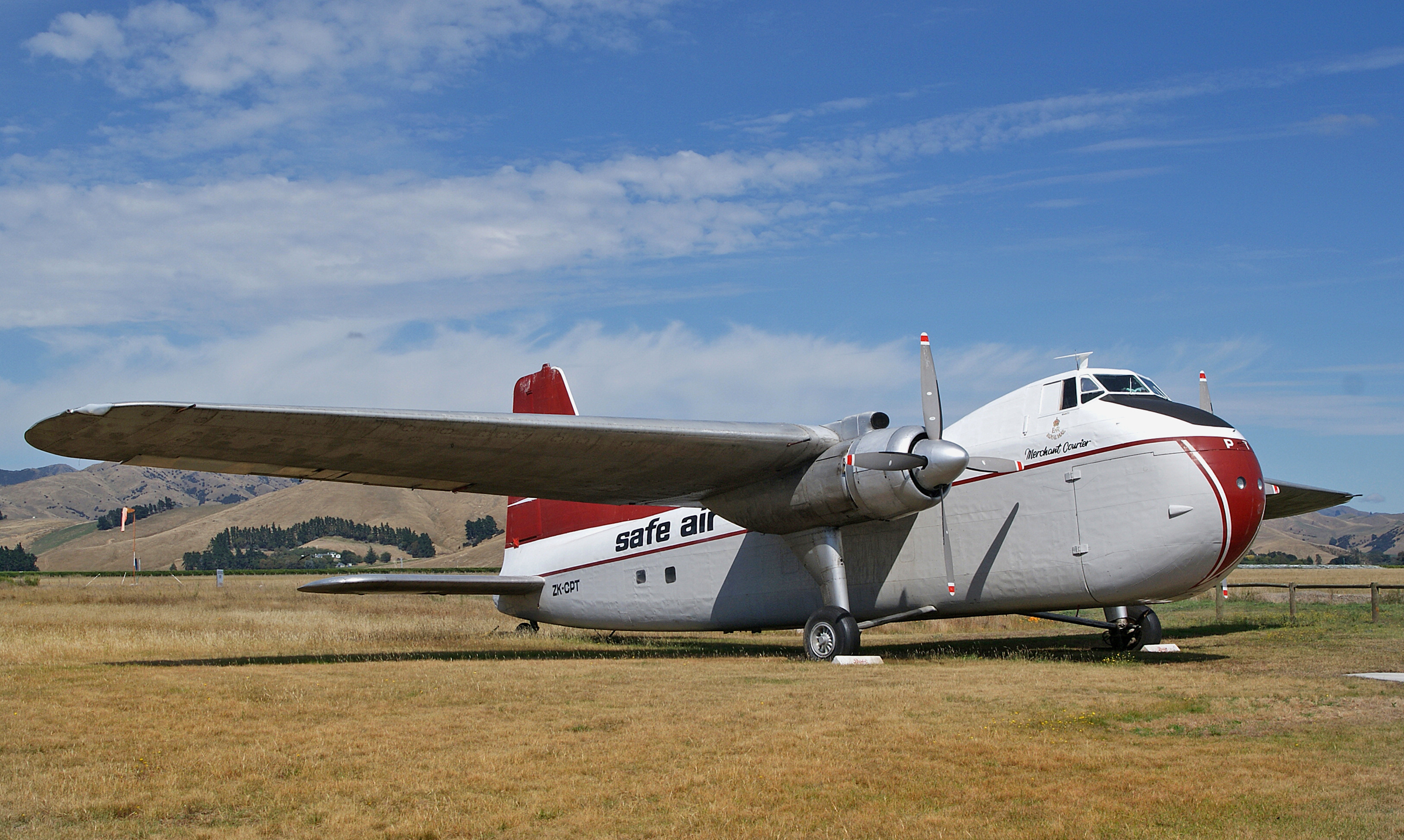
Bristol 170 Freighter

British and Colonial Aeroplane Company grundades i februari 1910 av George White som var ordförande för Bristol Tramway and Carriage Company. George White bildade bolaget tillsammans med sin bror Samuel och sonen Stanley med målet att kommersiella den framväxande flygindustrin. Bolaget hade nära anknytning till Bristol Tramway and Carriage Company och verksamheten startade i dess tidigare lokaler i Filton.
1920 började man även tillverka egna motorer varav den första var Bristol Jupiter, en 9-cylindrig luftkyld stjärnmotor. Från 1932 inriktade man sig mot slidmotorer som Bristol Hercules. Under andra världskriget tillverkades flera kända stridsflygplan vid fabrikerna som Blenheim, Beaufort, Beaufighter. På 1940-talet började man även tillverka jetmotorer.
Efter stilleståndet i första världskriget 1918 minskade beställningarna till den brittiska flygindustrin dramatiskt. För att kunna behålla sysselsättningen började bolaget tillverka en lätt bil kallad Bristol Monocar och tillverkade karosser för Armstrong Siddeley och Bristol Tramways. Bristol Cars har sitt ursprung i Bristol Aeroplane Company. 
Bolaget startade 1944 en helikopterdivision under ledning av helikopterkonstruktören Raoul Hafner. Hafner hade verkat vid Airborne Forces Experimental Establishment (AFEE) innan han och delar av hans konstruktionsteam kom till Bristol. Divisionen utvecklade Type 171 – i militären känd som Sycamore – som blev en framgång och såldes över hela världen. Bolaget utvecklade även Type 192 som användes av Royal Air Force under namnet Belvedere. Företagets helikopterdivision med säte i Weston-super-Mare blev tillsammans med Westland Aircraft, Fairey och Saunders-Roe en del av Westland Helicopters 1960.
Bristol Aeroplane Company var en av företagen som bildades British Aircraft Corporation 1960. Koncernen bildades på regeringens initiativ av tillverkarna English Electric Aviation, Vickers-Armstrongs, Bristol Aeroplane Company och Hunting Aircraft.

## Tillverkning

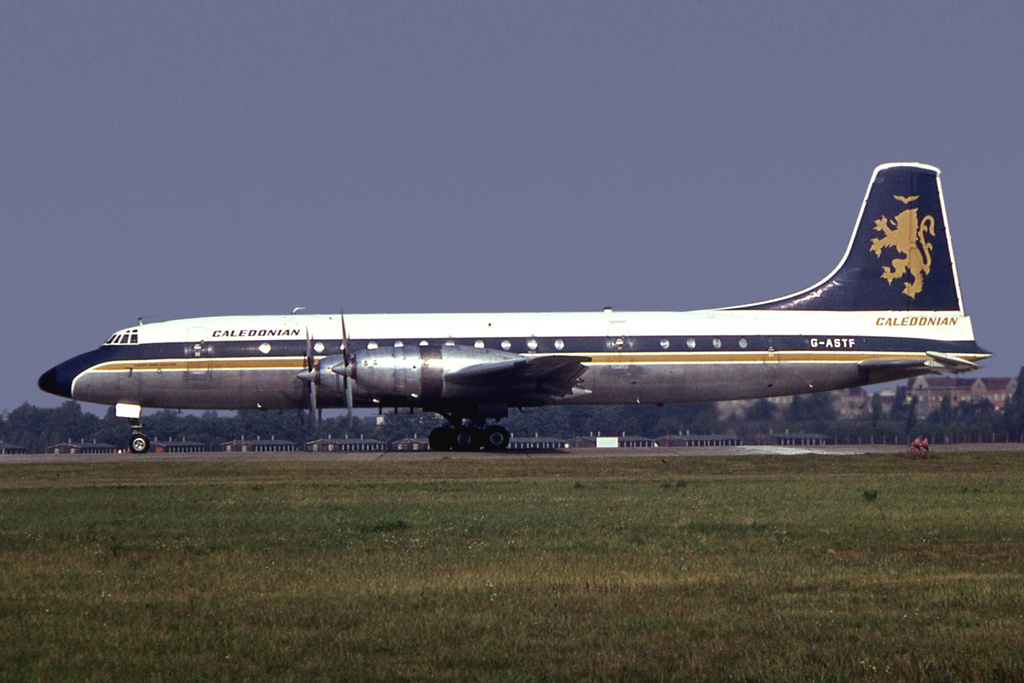
Bristol Britannia

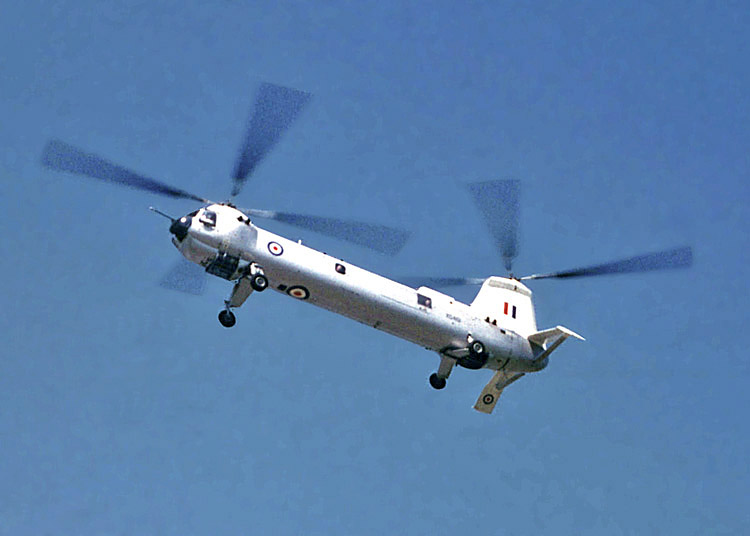
Bristol Belvedere

Bristol Aeroplane Company tillverkade bland annat:
- Bristol Glider
- Bristol Prier
- Bristol-Burney
- Bristol Scout
- Bristol Blenheim
- Bristol Bolingbroke
- Bristol Buckingham
- Bristol Beaufort
- Bristol Beaufighter
- Bristol Brigand
- Bristol Britannia
- Bristol Buckmaster
- Bristol Brabazon
- Bristol 170 Freighter, Wayfarer
- Bristol Belvedere (helikopter)
- Bristol Sycamore (helikopter)
- Bristol Bloodhound (luftvärnsrobot), i Sverige benämnt RB-65 och RB-68